# Установка ізомеризації в Сизрані
Установка ізомеризації в Сизрані – складова нафтопереробного майданчику в Сизрані, яка здійснює продукування високооктанового компонента палива.
Установка, що стала до ладу в 2011-му, має річну потужність на рівні 280 тисяч тон. Як сировину за проектом передбачено використовувати пентан-гексанову фракцію прямогонного бензину НК-70 (200 тисяч тон) та бензоловмісну фракцію з установок каталітичного риформінгу (80 тисяч тон).   
Установка використовує технологію від французької компанії Axens, включає блок гідрування бензолу та випускає ізомеризат  з октановим числом 88.